# 29-й гвардейский миномётный полк реактивной артиллерии
29-й гвардейский миномётный Любаньский ордена Богдана Хмельницкого полк  — воинская часть Вооружённых Сил СССР в Великой Отечественной войне.

## История
Полк формировался в феврале-марте 1942 года в Алабино.
В составе действующей армии с 19 марта 1942 по 11 мая 1945 года.
В середине марта 1942 года поступил на усиление 54-й армии, практически с колёс вступил в бой, поддерживая войска 4-го гвардейского стрелкового корпуса, который вёл бои в «погостьинском мешке», прорывая оборону противника по направлению к Любани. Под Погостьем находится до декабря 1942 года, затем переброшен севернее, в район Синявино, где наносит удары по укреплениям и живой силе противника в ходе прорыва блокады Ленинграда в полосе 2-й ударной армии. В начале февраля 1943 года возвращён в 54-ю армию для участия в Красноборско-Смердынской операции.
С марта 1943 года ведёт бои в составе 8-й армии, в августе 1943 года принял участие в Мгинской операции, наносит удары на Поречье.
С началом 1944 года принял участие в Ленинградско-Новгородской операции, наносит удары по Грузино, ведёт обстрел арьергардов противника, и отходящих колонн, отличился при освобождении Любани. Продолжая наступление, продвигается до Оредежа с войсками армии, в феврале 1944 года передан во 2-ю ударную армию, до апреля 1944 года действует близ Нарвы. В апреле 1944 года переброшен на Карельский перешеек, где с 10 июня 1944 года поддерживает войска 23-й армии, взламывающие финскую оборону в ходе Выборгской операции. До сентября 1944 года полк находится на Карельском перешейке, затем переброшен в полосу 2-й ударной армии.
С 17 сентября 1944 года в ходе Таллинской операции ведёт боевые действия, будучи приданным 45-й гвардейской стрелковой дивизии , которая прорывала оборону противника по реки Эмайыги. По окончании операции находился в Эстонии до апреля 1945 года.
В апреле 1945 переброшен в Силезию, где принял участие в Пражской операции, закончил боевые действия в Брно (Чехословакия)

## Состав
- 234-й отдельный гвардейский миномётный дивизион
- 235-й отдельный гвардейский миномётный дивизион
- 236-й отдельный гвардейский миномётный дивизион

С 19 августа 1944 года:
- 1-й гвардейский миномётный дивизион
- 2-й гвардейский миномётный дивизион
- 3-й гвардейский миномётный дивизион

## Подчинение
| Дата            | Фронт (округ)                                              | Армия             | Корпус | Дивизия | Примечания |
| --------------- | ---------------------------------------------------------- | ----------------- | ------ | ------- | ---------- |
| 01.03.1942 года | Московский военный округ                                   | -                 | -      | -       | -          |
| 01.04.1942 года | Ленинградский фронт                                        | 54-я армия        | -      | -       | -          |
| 01.05.1942 года | Ленинградский фронт (Группа войск Волховского направления) | 54-я армия        | -      | -       | -          |
| 01.06.1942 года | Ленинградский фронт (Волховская группа войск направления)  | 54-я армия        | -      | -       | -          |
| 01.07.1942 года | Волховский фронт                                           | 54-я армия        | -      | -       | -          |
| 01.08.1942 года | Волховский фронт                                           | 54-я армия        | -      | -       | -          |
| 01.09.1942 года | Волховский фронт                                           | 54-я армия        | -      | -       | -          |
| 01.10.1942 года | Волховский фронт                                           | 54-я армия        | -      | -       | -          |
| 01.11.1942 года | Волховский фронт                                           | 54-я армия        | -      | -       | -          |
| 01.12.1942 года | Волховский фронт                                           | 54-я армия        | -      | -       | -          |
| 01.01.1943 года | Волховский фронт                                           | 2-я ударная армия | -      | -       | -          |
| 01.02.1943 года | Волховский фронт                                           | 2-я ударная армия | -      | -       | -          |
| 01.03.1943 года | Волховский фронт                                           | 54-я армия        | -      | -       | -          |
| 01.04.1943 года | Волховский фронт                                           | 8-я армия         | -      | -       | -          |
| 01.05.1943 года | Волховский фронт                                           | 8-я армия         | -      | -       | -          |
| 01.06.1943 года | Волховский фронт                                           | 8-я армия         | -      | -       | -          |
| 01.07.1943 года | Волховский фронт                                           | 8-я армия         | -      | -       | -          |
| 01.08.1943 года | Волховский фронт                                           | 8-я армия         | -      | -       | -          |
| 01.09.1943 года | Волховский фронт                                           | 8-я армия         | -      | -       | -          |
| 01.10.1943 года | Волховский фронт                                           | 8-я армия         | -      | -       | -          |
| 01.11.1943 года | Волховский фронт                                           | 54-я армия        | -      | -       | -          |
| 01.12.1943 года | Волховский фронт                                           | 54-я армия        | -      | -       | -          |
| 01.01.1944 года | Волховский фронт                                           | 54-я армия        | -      | -       | -          |
| 01.02.1944 года | Волховский фронт                                           | 54-я армия        | -      | -       | -          |
| 01.03.1944 года | Ленинградский фронт                                        | 2-я ударная армия | -      | -       | -          |
| 01.04.1944 года | Ленинградский фронт                                        | 2-я ударная армия | -      | -       | -          |
| 01.05.1944 года | Ленинградский фронт                                        | 23-я армия        | -      | -       | -          |
| 01.06.1944 года | Ленинградский фронт                                        | 23-я армия        | -      | -       | -          |
| 01.07.1944 года | Ленинградский фронт                                        | 59-я армия        | -      | -       | -          |
| 01.08.1944 года | Ленинградский фронт                                        | 59-я армия        | -      | -       | -          |
| 01.09.1944 года | Ленинградский фронт                                        | 59-я армия        | -      | -       | -          |
| 01.10.1944 года | Ленинградский фронт                                        | -                 | -      | -       | -          |
| 01.11.1944 года | Ленинградский фронт                                        | -                 | -      | -       | -          |
| 01.12.1944 года | Ленинградский фронт                                        | -                 | -      | -       | -          |
| 01.01.1945 года | Московский военный округ                                   | -                 | -      | -       | -          |
| 01.02.1945 года | Ленинградский фронт                                        | 8-я армия         | -      | -       | -          |
| 01.03.1945 года | Ленинградский фронт                                        | 8-я армия         | -      | -       | -          |
| 01.04.1945 года | Ленинградский фронт                                        | 8-я армия         | -      | -       | -          |
| 01.05.1945 года | 2-й Украинский фронт                                       | -                 | -      | -       | -          |

## Командиры
- гв. подполковник Соловьёв Виктор Григорьевич (с янв. 1942 по 26.11.1942), гв. майор Закутайло Семён Николаевич(с 27.11.1942 - 25.01.1943 - погиб), гв. майор / подполковник Мисник Григорий Антонович ( с января 1943 по май 1946 года);
- нач.штаба: гв. капитан Каримов Борей Нустратович (с 8.1942, в 1944 — инспектор ОГ ГМЧ), гв. майор Шустерман Я. Л. (6.1944), гв. капитан / майор Пономарёв Иван Андреевич (с 9.1944);
- замком по с/ч: гв. майор Шустерман Яков Львович (1944, затем НШ 18 ГМП);

Командиры дивизионов:
- 234-й огмд /1 — капитан / майор Мисник Григорий Антонович (с 2.1942 по 12.1942, с 1.1943 — ком-р полка 99 ГМП, потом 29 ГМП), ст. л-т / капитан Кондратов Александр Иванович (с 1943), капитан Рябиков Тимофей Нилович (1945); нш д-на капитан Козлов Николай Алексеевич (6.1944), капитан Литовский Наум Вениаминович (1945, затем ком-р 3-го д-на);
- 235-й огмд / 2 — капитан / майор Леконцев Михаил Михайлович (с 1943);
- 236-й огмд / 3 — капитан Лахтин Андрей Иванович (1943, убит — 29.01.1943), капитан Алешин Юрий Фёдорович (1943), капитан Компан Евгений Юлианович (1944), майор Литовский Наум Вениаминович (1945);

## Награды и наименования
| Награда (наименование)                      | Дата       | За что получена        |
| ------------------------------------------- | ---------- | ---------------------- |
| «Любаньский»                                | 20.01.1944 | за освобождение Любани |
| Орден Богдана Хмельницкого (второй степени) |            |                        |